# Dispositif ORSEC
Pour les articles homonymes, voir Dispositif.
Pour un article plus général, voir Plan d'urgence.
Le dispositif ORSEC est un plan d'urgence polyvalent français de gestion de crise. Il organise sous l'autorité du préfet, la mobilisation, la mise en œuvre et la coordination des actions de toute personne publique et privée concourant à la protection générale des populations.
ORSEC était initialement l'acronyme d'organisation des secours ; devenu en 2006 organisation de la réponse de sécurité civile.
Dans le vocabulaire des secouristes, l’acronyme ORSEC se généralise et doit être complété soit par le nom de la fonctionnalité associée (Orsec-Novi, Orsec-hébergement...) soit du risque traité (Orsec-inondation, Orsec-cyclone, Orsec-accident ferroviaire...). 
Cette dénomination ORSEC englobe progressivement toutes les appellations du type « plan de secours », « plans d'urgence » ou « plan de secours spécialisé ».

## Évolution du dispositif ORSEC
Les anciens plans ORSEC, avaient été créés initialement par instruction ministérielle du 5 février 1952. Le plan ORSEC est notamment déclenché lors de la rupture du barrage de Malpasset en décembre 1959.
D’autres instructions avaient déjà posé les jalons d’une organisation étatique de gestion de crise immédiatement après la seconde guerre mondiale, mais uniquement pour des risques particuliers préalablement identifiés.
En 1987, le plan ORSEC est consacré avec la Loi relative à l’Organisation de la Sécurité Civile du 22 juillet 1987  qui distingue un plan ORSEC national, des plans zonaux et départementaux.
En 2004, la loi no 2004-811 du 13 août 2004 relative à la modernisation de la sécurité civile donne naissance au dispositif ORSEC qui remplace les plans d’urgence pour la gestion des catastrophes à moyens dépassés (CMD) et les plans d'urgence pour la gestion des accidents catastrophiques à effet limité (ACEL) tout en supprimant le plan ORSEC national. L'article 27 de cette loi remet à plat le financement des opérations de secours : Service départemental d'incendie et de secours (SDIS), commune, préfecture (État) selon le lieu de l'intervention, son dimensionnement et l'origine des renforts (extra départemental ou extra zonal).
La loi de modernisation de la sécurité civile fait l'objet de trois décrets d'application du 13 septembre 2005 : ORSEC (no 2005-1157), PPI (no 2005-1158) et plan communal de sauvegarde PCS (no 2005-1156).
La circulaire du 29 décembre 2006 diffuse le Guide ORSEC départemental « tome G1 méthode générale» qui détaille la doctrine de planification, marquant ainsi le début de la mise en œuvre de la 3e génération d'ORSEC issue de la Loi de modernisation de la sécurité civile.
Coexistent donc désormais :
- le dispositif ORSEC zonal (sous la responsabilité du préfet de zone de défense et de sécurité) ;
- le dispositif ORSEC départemental (sous la responsabilité du Préfet de département) ;
- le dispositif ORSEC maritime (sous la responsabilité du Préfet maritime) ;
- le plan communal de sauvegarde (sous la responsabilité du maire).

Le dispositif ORSEC est une mesure de police administrative en France.
L'instruction ministérielle INTE1922032J du 24 octobre 2019, introduit le dispositif et le guide ORSEC (tome G7) « Organisation territoriale de gestion des crises » qui précise le rôle central du préfet en cas de crise de toute nature sur le territoire.

## Organisation
Le dispositif ORSEC correspond à la mise en œuvre croisée des plans métiers des différents services intervenants (appelés acteurs ORSEC), sous la direction unique du Directeur des opérations (DO, anciennement DOS : Directeur des opérations de secours). Les services intervenants restent néanmoins maîtres de leur organisation interne.
L'organisation est adaptée à la nature et à l'ampleur de l'événement, avec un noyau d'acteurs communs, par exemple pour le dispositif ORSEC départemental : 
- Services préfectoraux : Service interministériel de défenses et de protection civiles (SIDPC), Bureau de la communication interministérielle (BCI) ;
- Premiers secours et sauvetage assurés par les Services d'incendie et de secours (SIS) et une quinzaine d'associations agréées de sécurité civile (AASC), au niveau national[9] ;
- Soins médicaux et réponse sanitaire assurés par l'agence régionale de santé (ARS) et le service d'aide médicale urgente (SAMU) ;
- Ordre public et renseignements, assurés par la Police nationale et la gendarmerie départementale [a] ;
- Collectivités locales: mairies concernées ;
- Autres acteurs pouvant être impliqués en fonction de la nature de l'événement : 
  - Direction départementale des territoires (DDTM),
  - Direction départementale de la protection des populations (DDPP),
  - Direction départementale de la cohésion sociale (DDCS),
  - Direction départementale des finances publiques (DDFiP),
  - Direction interdépartementale des routes (DIR),
  - Ministère de l'Éducation nationale,
  - Office national des forêts (ONF),
  - Gendarmerie des transports aériens (GTA),
  - Groupements d’intervention du déminage (GID) et Groupement d’hélicoptères de la Sécurité civile,
  - Chambre de commerce et d’industrie (CCI),
  - Conseil départemental,
  - Procureur de la république,
  - Délégation militaire départementale (DMD),
  - Direction régionale des douanes,
  - Fédération française de spéléologie (FFS)[10], au travers de sa commission Spéléo-secours français (SSF), pour le secours à personne et animaux en milieu souterrain,
  - etc.
- Opérateurs de réseaux, regroupant les établissements publics et/ou privés chargés de la gestion et l’exploitation des réseaux électriques, d'eau pour la consommation humaine, d'assainissement, de gaz, de communications électroniques ouverts au public, routiers, ferroviaires ou fluviaux[11].

Dans le cas d’un événement météorologique exceptionnel (ex. orages, vents violents, pluie-inondation, canicule...) une mise en vigilance météorologique est proposée par Météo-France avant l'événement, le préfet organise alors, le cas échéant, la réponse Sécurité Civile.
Le préfet alerte la population, gère les aspects administratifs d'un événement majeur et veille au retour à la normale (« après-crise »).
Pour le plan ORSEC départemental, la direction des opérations est assurée par le préfet du département concerné. Il est conseillé par le commandant des opérations de secours (COS), généralement un officier des sapeurs-pompiers.
Le préfet de département s’appuie sur une chaîne de commandement dont les composantes sont basées sur différents sites : 
- le Centre opérationnel départemental (COD) installé à la préfecture et qui dépend du préfet[14]. Sa composition est nécessairement multi-services et adaptée à la nature de l’événement. Le COD peut, par exemple, être organisé de la manière suivante :

- une salle de décision à disposition du directeur des opérations qui lui permet de préparer ses décisions ou de s’isoler avec un panel restreint de collaborateurs ;
- une salle de situation destinée à réunir tous les services impliqués dans la gestion de crise autour du directeur des opérations (DO ex-DOS). Un tableau de suivi des actions actualisé en temps réel, et la cartographie y sont affichés. Des points de situation réguliers s'y tiennent, permettant d’analyser les options opérationnelles et d’effectuer la coordination des moyens engagés ;
- un secrétariat qui assure la gestion des appels et des mails réceptionnés ;
- différentes cellules de liaisons à la disposition des services impliqués dans la gestion de crise ;
- des cellules chargées d’une mission spécifique et rattachées au COD peuvent être activées si la nature et l’ampleur de l’événement le nécessitent (par exemple une salle de presse ou une cellule d’information du public (CIP) qui répond, par téléphone, aux questions de la population)[15].

Lorsque la crise est localisée, un poste de commandement opérationnel (PCO) est installé au plus près de la catastrophe pour permettre une vision directe sur les opérations. Prolongement du COD sur le terrain, le PCO rassemble des représentants des différents services intervenant sur les lieux, sous la présidence d'un membre du corps préfectoral (sous-préfet généralement). Le PCO assure la remontée des informations et des demandes de moyens supplémentaires vers COD ainsi que la transmission des orientations stratégiques prises par le directeur des opérations (DO, ex-DOS).
Lorsque l'événement touche plusieurs départements ou au minimum un département et la mer, le préfet de zone assure la coordination des actions menées par les directeurs d'opérations concernés (préfets de département et préfet maritime). Il sollicite les moyens extra départementaux et assure également le lien avec le centre opérationnel de gestion interministérielle des crises (COGIC) de la direction générale de la Sécurité civile et de la Gestion des crises (DGSCGC) situé Place Beauvau à Paris. Le préfet de zone de défense et de sécurité dispose d'un état-major de zone (EMZ) et d'un centre opérationnel de zone (COZ).

## Textes officiels
Le dispositif ORSEC est institué par l'article 14 de la loi no 2004-811 du 13 août 2004 de modernisation de la sécurité civile, codifiée à droit constant, en 2012, au Titre IV du Livre VII du Code de la Sécurité Intérieure.
Le décret no 2005-1157 du 13 septembre 2005 relatif au plan ORSEC et pris pour application de l'article 14 de la Loi de modernisation de la sécurité civile est codifié dans la partie réglementaire aux articles R741-1 et suivants du Code de la sécurité intérieure. Ces dispositions précisent que le plan ORSEC s'inscrit dans le dispositif général de la planification de défense et de sécurité civiles. Il organise la mobilisation, la mise en œuvre et la coordination des actions de toute personne publique et privée concourant à la protection générale des populations.
Le dispositif opérationnel ORSEC constituant une organisation globale de gestion des événements est adapté à la nature, à l'ampleur et à l'évolution de l'événement par son caractère progressif et modulaire. Il organise l'échange d'informations provenant des personnes publiques et privées afin d'assurer une veille permanente.
Cette organisation globale prévoit des dispositions générales traitant des éléments nécessaires à la gestion de tout type d'événement, complétées, le cas échéant, par des dispositions spécifiques pour faire face aux conséquences prévisibles de chacun des risques et menaces recensés.
Le dispositif ORSEC comprend : 
- un inventaire et une analyse des risques et des effets potentiels des menaces de toute nature pour la sécurité des personnes, des biens et de l'environnement, recensés par l'ensemble des personnes publiques et privées ;
- un dispositif opérationnel répondant à cette analyse et qui organise dans la continuité la réaction des pouvoirs publics face à l'événement ;
- les modalités de préparation et d'entraînement de l'ensemble des personnes publiques et privées à leur mission de sécurité civile.

Chaque plan Orsec fait l'objet d'une révision au moins tous les cinq ans portant sur l'inventaire et l'analyse des risques et des effets potentiels des menaces, le dispositif opérationnel et les retours d'expérience.

## Architecture du dispositif ORSEC départemental
Le dispositif ORSEC départemental est organisé en « dispositions générales » (DG) et en « dispositions spécifiques » (DS).
Les dispositions générales forment le tronc commun du plan avec notamment l'organisation de gestion de crise, l'alerte, la remontée d'information, les structures de commandement, ainsi que l'organisation de missions pré-identifiées, appelées « modes d’action », correspondant au traitement de situations types que l’on rencontre lors d’événements graves : 
- Mode d'action « Secours à de nombreuses victimes » dit ORSEC NOVI  (anciennement appelé « plan Rouge ») ;
- alerte et information des populations[20] ;
- évacuation des populations ;
- hébergement, ravitaillement, soutien des populations sinistrées[21] ;
- protection du patrimoine culturel ;
- rétablissement et approvisionnement d’urgence des réseaux électricité, communications électroniques, eau, gaz, hydrocarbures (RETAP RESEAUX)[22] ;
- procédures communes du mode de gestion des décès massifs.

Les dispositions spécifiques forment une boite à outils intégrant les éléments spécifiques aux risques particuliers. Elles intègrent les éléments des anciens « plans de secours spécialisés » (PSS) et plans particuliers d'intervention.
Les dispositions spécifiques complètent les dispositions générales, en organisant une chaîne de commandement et en préparant les réponses adaptées à certains risques de nature particulière.
Les risques pouvant faire l’objet de dispositions spécifiques ORSEC sont notamment :  
- les risques naturels : inondations, avalanches, cyclones, séismes…
- les plans particuliers d'intervention (risques technologiques localisés) : installations nucléaires, usines chimiques, pétrolières, installations classées dites « Seveso », stockages souterrains de gaz, barrages, infrastructures liées au transport des matières dangereuses, laboratoires utilisant des micro-organismes pathogènes...
- les autres risques technologiques : transport de matières dangereuses, de matières radioactives, accident de transport collectif …
- les risques sanitaires : pandémies, canicules, épizooties…
- les opérations de secours en site spécifique : secours en montagne, secours en milieu souterrain[23]...

## Missions des acteurs ORSEC
Chaque personne publique ou privée recensée dans le dispositif ORSEC est en mesure d'assurer en permanence les missions qui lui sont dévolues dans ce cadre par le préfet de département, le préfet de zone de défense et de sécurité ou par le préfet maritime.
Ces missions consistent à :
- préparer sa propre organisation de gestion de l'événement et en fournir la description sommaire au représentant de l'État ;
- désigner en son sein un responsable correspondant du représentant de l'État ;
- préciser les dispositions internes lui permettant à tout moment de recevoir ou de transmettre une alerte ;
- préciser les moyens et les informations dont elle dispose pouvant être utiles dans le cadre de la mission de protection générale des populations relevant du représentant de l'État et des missions particulières qui lui sont attribuées par celui-ci.

## Dispositif ORSEC de zone
Le dispositif ORSEC de zone est institué par l'article L741-3 du Code de la Sécurité intérieure. Il fait l'objet des articles R741-11 à R741-14 en partie réglementaire du même Code.
Le dispositif ORSEC de zone a pour objet :
- l'appui adapté et gradué que la zone de défense et de sécurité peut apporter au dispositif opérationnel ORSEC départemental lorsque les capacités de ce dernier sont insuffisantes par l'ampleur, l'intensité, la cinétique ou l'étendue de l'événement ;
- les mesures de coordination et d'appui adaptées et graduées face à des événements affectant tout ou partie du territoire de la zone de défense et de sécurité ;
- les moyens d'intervention que la zone peut mobiliser face à un événement, en application du cadre d'action défini au premier alinéa ;
- les relations transfrontalières en matière de mobilisation des secours.

Les dispositions générales du dispositif opérationnel ORSEC de zone comprennent : 
- Les modalités d'organisation, de mobilisation et de fonctionnement de la chaîne de suivi et de coordination des opérations, et en particulier les structures de liaison avec l'officier général de zone de défense et de sécurité et le ou les préfets maritimes intéressés ;
- la synthèse des dispositifs de vigilance et de surveillance ;
- l'organisation des renforts au profit d'un ou plusieurs départements de la zone de défense et de sécurité ou d'une autre zone ;
- le recensement des moyens dont la rareté ou la spécificité ne rend pas pertinent un recensement départemental ;
- les modalités de coordination de l'information lorsque l'événement présente des incidences communes en mer et à terre ;
- la définition de la mise en œuvre des accords internationaux de coopération opérationnelle transfrontalière.

## Le dispositif ORSEC maritime
Le dispositif ORSEC maritime est institué à l'article Article L741-4 du Code de la Sécurité intérieure. Il fait l'objet des articles R741-15 à R741-17 en partie réglementaire du même Code.
Un dispositif ORSEC maritime est organisé pour chaque façade maritime. Il est conçu pour mobiliser et coordonner, sous l'autorité unique du préfet maritime, directeur des opérations de secours en mer les acteurs de sécurité civile en mer au-delà du niveau de réponse courant ou quotidien des centres et services opérationnels.
Les dispositions générales du dispositif opérationnel ORSEC maritime comprennent : 
- les modalités de mobilisation et de fonctionnement de la chaîne de direction des opérations ;
- les modes d'action applicables aux événements majeurs, parmi lesquels ceux destinés à assurer le secours à de nombreuses victimes et la protection des biens et de l'environnement ;
- les modalités de coordination et d'échange d'informations avec le représentant de l'État dans les départements et les zones de défense et de sécurité littoraux ;
- les modalités de mise en œuvre des accords internationaux de coopération opérationnelle ;
- l'organisation prenant le relais de la phase des secours d'urgence à l'issue de leur intervention.

Le dispositif ORSEC maritime prévoit les mesures pour assurer l’articulation du dispositif maritime avec les dispositifs de veille et d’urgence mis en œuvre par les autorités terrestres et étrangères.
Il existe cinq volets spécifiques pour ce dispositif ORSEC maritime :
1. SAR : recherche et sauvetage (search and rescue) ;
2. POLMAR : pollution maritime ;
3. ANED : Assistance à navire en difficulté ;
4. NUCMAR : Accident nucléaire maritime ;
5. CIRC : Circulation perturbée.

## Suivi des victimes
Dans le contexte d'une catastrophe les victimes peuvent être éparpillées et pour diverses raisons (humaines et sanitaires notamment, mais aussi pour retrouver des personnes détenant des informations utiles à la gestion de crise) un système d'identification, de dénombrement et de suivi (principe de la traçabilité) peut être utile ; 

Un système SINUS (acronyme de « Système d’information numérique standardisé ») est destiné au suivi des victimes en contexte ORSEC,. Le système a été développé par la préfecture de police de Paris où il est testé à partir de 2009, devant ensuite être déployé au niveau national. Un identifiant (code-barres), associé à une « fiche médicale de l’avant » (FMA) figure sur un bracelet de poignet (bracelet résistant à la chaleur et aux produits de décontamination). Un système de saisie ( « ARCSINUS » pour « application de recueil et de coordination du SINUS ») utilise un ordinateur portable et une douchette de lecture des codes-barres permettant de saisir et de transférer les données initiales. L’émission et la réception des données sont assurées par clé 3G ou clé USB ; Ce numéro est apposé sur des autocollants à apposer sur les documents (ou effets) concernant cette personne. Son scannage permet d'afficher sur écran toutes les informations sur la victime.